# U2 360° Tour

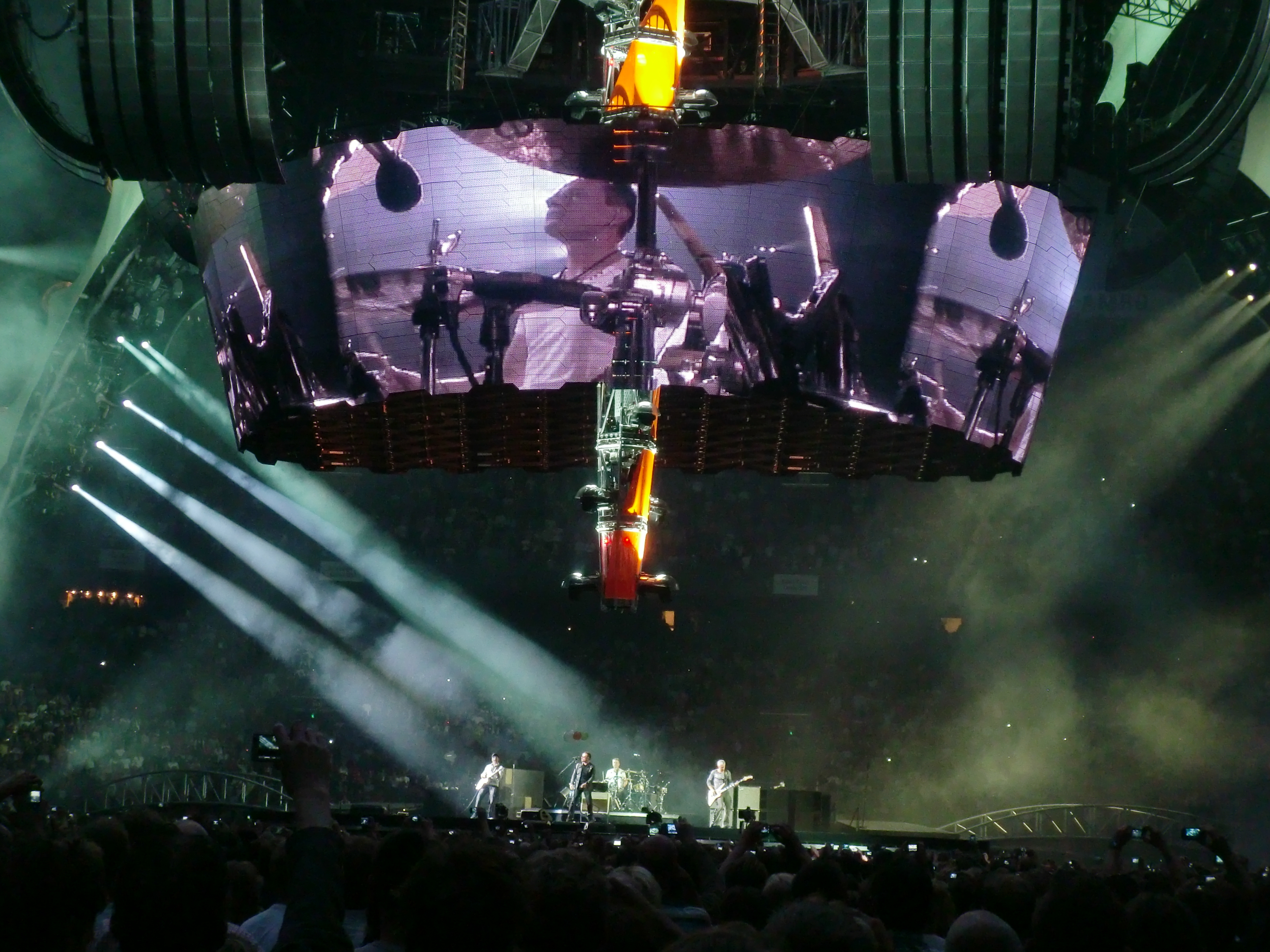
Amsterdam ArenA, 20 juli 2009

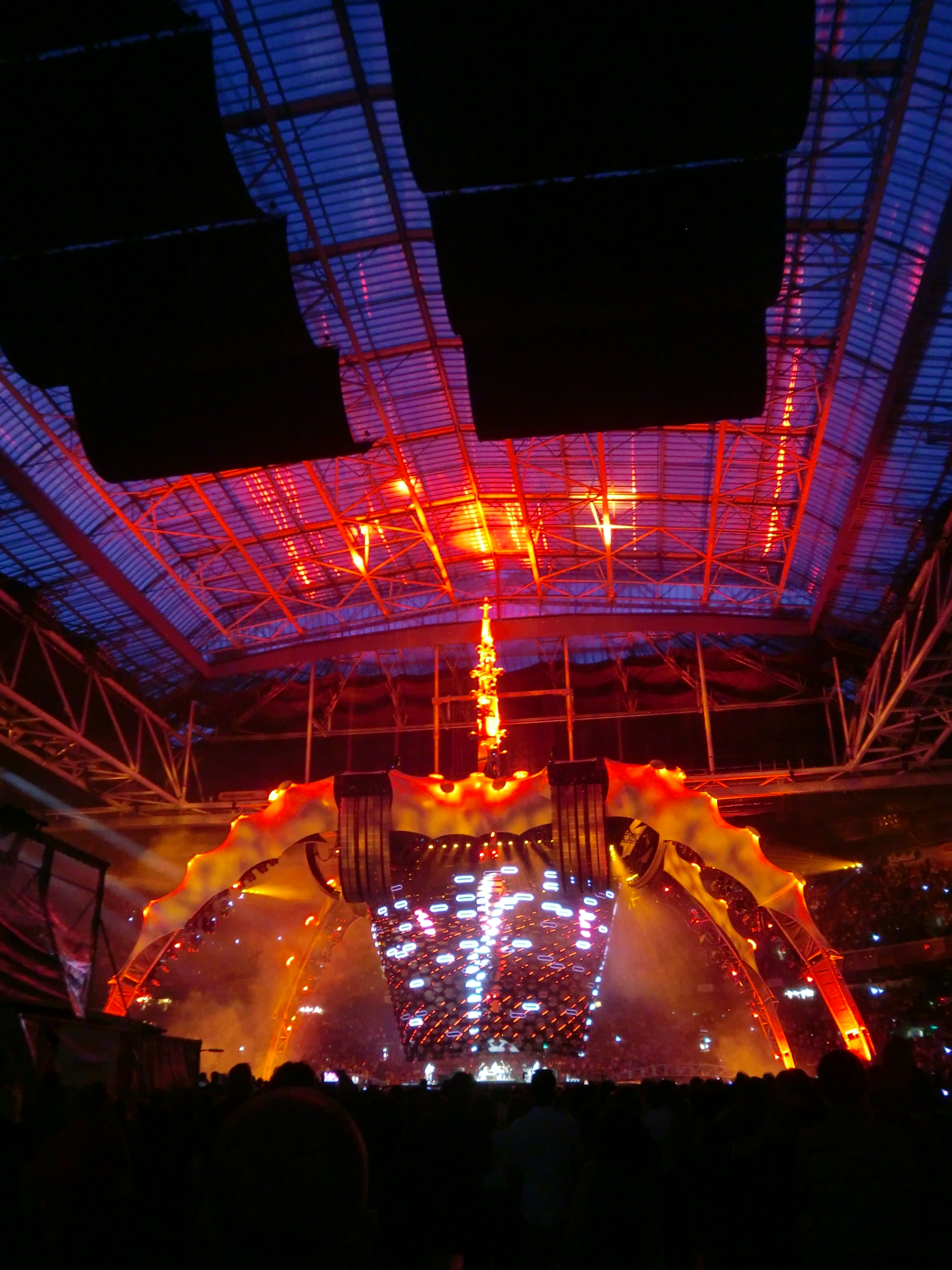
Amsterdam ArenA, 20 juli 2009

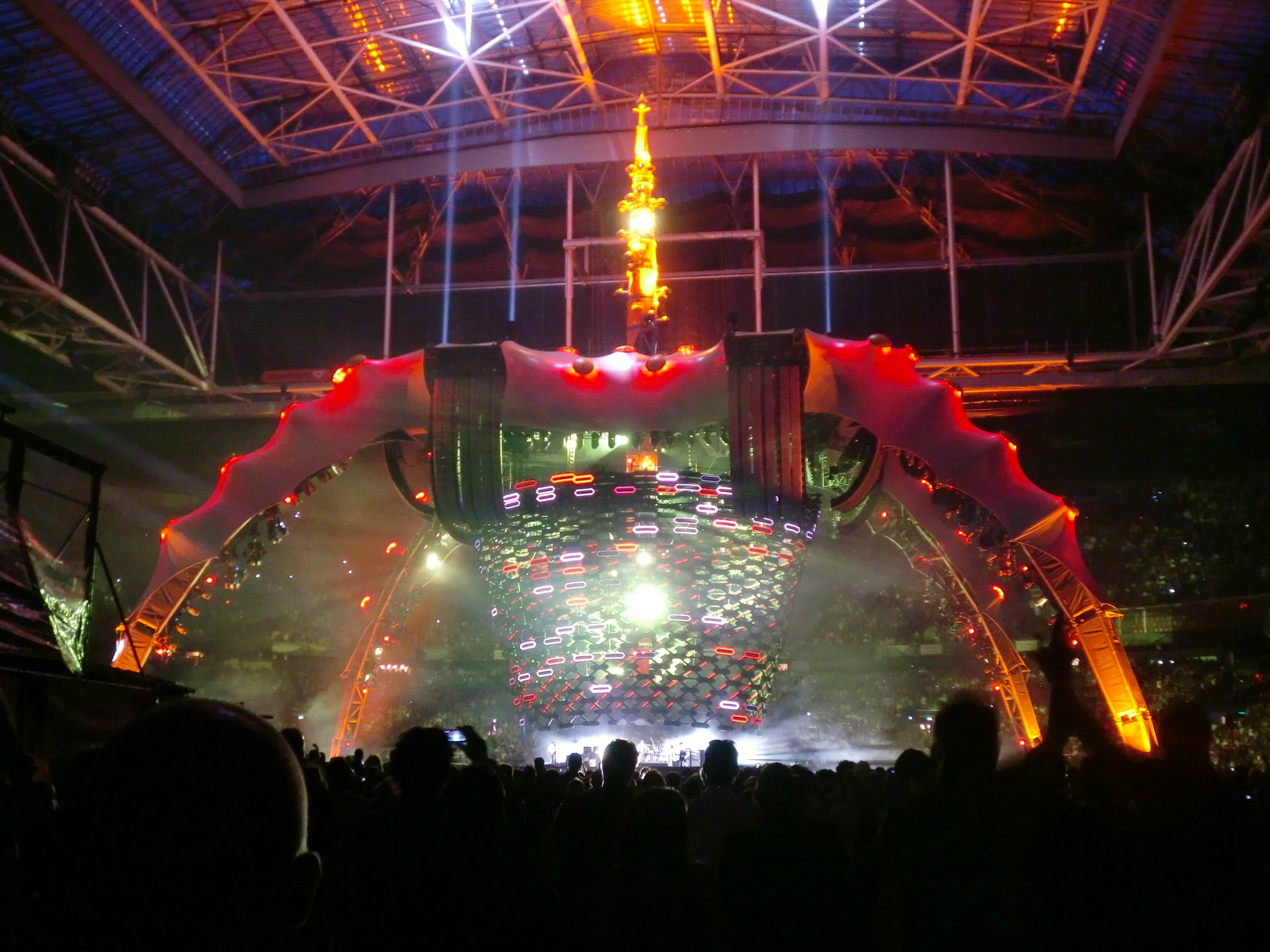
Amsterdam ArenA, 20 juli 2009

De U2 360° Tour was een concertreeks van de Ierse band U2. De naam van deze tournee was afgeleid van de ronde vorm van het podium, dat als bijnaam 'The Claw' had. Het publiek stond en/of zat om het podium heen. Door de ronde vorm van het podium zou niemand last moeten hebben van beperkt zicht. Dit podium was ontworpen door Mark Fisher en Willie Williams. Williams verzorgt al jaren de podiumregie en lichtshow van de band. Eerder hadden diverse media gemeld dat deze tournee The Future Needs A Big Kiss zou heten, maar dat bleek onjuist.
De tournee werd gehouden in navolging van het album No Line On The Horizon.
Op 30 juni 2009 vond de opening van de tournee plaats in Camp Nou in Barcelona. Op 20 en 21 juli 2009 trad de band op in de Amsterdam ArenA.
De derde leg, die aanvankelijk van start zou gaan in Noord-Amerika, werd uitgesteld tot 2011 doordat zanger Bono een spoedoperatie aan zijn rug moest ondergaan. De tournee werd op 6 augustus In Turijn hervat en deed vervolgens verschillende andere Europese steden aan.
In de winter was de 360° Tour in Nieuw-Zeeland en Australië te zien.
In 2011 ging de 360° Tour onder meer naar Mexico, Zuid-Afrika en werden de concerten die in 2010 plaats hadden moeten vinden in Noord-Amerika ingehaald (de show was in diverse extra steden te zien, die niet voor 2009 gepland stonden). De derde show in São Paulo op 13 april 2011 werd rechtstreeks uitgezonden voor inwoners van Zuid-Amerika en leden van U2.com. De laatste show van deze tournee was te zien op 30 juli 2011, in Moncton (Canada).

## Dvd
Op 25 oktober 2009 werd het concert in The Rose Bowl, in Pasadena (Californië), opgenomen en rechtstreeks uitgezonden op YouTube. De opnames werden geleid door Tom Krueger. Het concert zou aanvankelijk alleen te bekijken zijn in Australië, Brazilië, Canada, Frankrijk, Groot-Brittannië, Ierland, India, Israël, Italië, Mexico, Nederland, Nieuw-Zeeland, Zuid-Korea, Spanje en de VS, maar dit werd later veranderd, waardoor het concert wereldwijd te volgen was. Tien miljoen mensen uit 188 landen bekeken het eerste liveconcert op internet.
Door het tijdsverschil moesten fans die het concert rechtstreeks wilden zien in diverse landen 's nachts kijken: het concert begon bijvoorbeeld om 4.30 uur Nederlandse tijd.
Het was voor het eerst sinds 1983 dat een concertregistratie van U2 over één avond werd opgenomen: meestal worden er scènes uit twee of drie avonden genomen.

## Toerschema

### Toerschema Europa, leg 1
- 30 juni 2009 - Barcelona, Spanje - Camp Nou
- 02 juli 2009 - Barcelona, Spanje - Camp Nou
- 07 juli 2009 - Milaan, Italië - San Siro
- 08 juli 2009 - Milaan, Italië - San Siro
- 11 juli 2009 - Parijs, Frankrijk - Stade de France
- 12 juli 2009 - Parijs, Frankrijk - Stade de France
- 15 juli 2009 - Nice, Frankrijk - Parc Charles Ehrmann
- 18 juli 2009 - Berlijn, Duitsland - Olympisch Stadion
- 20 juli 2009 - Amsterdam, Nederland - Amsterdam ArenA
- 21 juli 2009 - Amsterdam, Nederland - Amsterdam ArenA
- 24 juli 2009 - Dublin, Ierland - Croke Park
- 25 juli 2009 - Dublin, Ierland - Croke Park
- 27 juli 2009 - Dublin, Ierland - Croke Park
- 31 juli 2009 - Göteborg, Zweden - Ullevi
- 01 augustus 2009 - Göteborg, Zweden - Ullevi
- 03 augustus 2009 - Gelsenkirchen, Duitsland - Veltins-Arena
- 06 augustus 2009 - Chorzow, Polen - Stadion Śląski
- 09 augustus 2009 - Zagreb, Kroatië - Maksimir Stadion
- 10 augustus 2009 - Zagreb, Kroatië - Maksimir Stadion
- 14 augustus 2009 - Londen, UK - Wembley Stadion
- 15 augustus 2009 - Londen, Verenigd Koninkrijk - Wembley Stadion
- 18 augustus 2009 - Glasgow, Verenigd Koninkrijk - Hampden Park
- 20 augustus 2009 - Sheffield, Verenigd Koninkrijk - Don Valley Stadium
- 22 augustus 2009 - Cardiff, Verenigd Koninkrijk - Millennium Stadium

### Toerschema Noord-Amerika, leg 2
- 12 september 2009 - Chicago, VS - Soldier Field
- 13 september 2009 - Chicago, VS - Soldier Field
- 16 september 2009 - Toronto, Canada - The Rogers Centre
- 17 september 2009 - Toronto, Canada - The Rogers Centre
- 20 september 2009 - Boston, VS - Gilette Stadium
- 21 september 2009 - Boston, VS - Gilette Stadium
- 24 september 2009 - New York, VS - Giants Stadium
- 25 september 2009 - New York, VS - Giants Stadium
- 29 september 2009 - Washington, VS - FedEx Field
- 01 oktober 2009 - Charlottesville, VS - Scott Stadium
- 06 oktober 2009 - Atlanta, VS - Georgia Dome
- 09 oktober 2009 - Tampa, VS - Raymond James Center
- 25 oktober 2009 - Los Angeles, VS - Rose Bowl
- 28 oktober 2009 - Vancouver, Canada - BC Place Stadium

### Toerschema Europa 2010, leg 3
- 06 augustus 2010 - Turijn, Italië - Stadio Olimpico
- 10 augustus 2010 - Frankfurt, Duitsland - Commerzbank Arena
- 12 augustus 2010 - Hannover, Duitsland - AWD Stadium
- 15 augustus 2010 - Horsens, Denemarken - Casa Arena
- 16 augustus 2010 - Horsens, Denemarken - Casa Arena
- 20 augustus 2010 - Helsinki, Finland - Olympiastadion
- 21 augustus 2010 - Helsinki, Finland - Olympiastadion
- 25 augustus 2010 - Moskou, Rusland - Luzhniki
- 28 augustus 2010 - Katowice, Polen - Spodek
- 29 augustus 2010 - Boedapest, Hongarije - Ferenc Puskás Stadion
- 30 augustus 2010 - Wenen, Oostenrijk - Ernst Happel Stadium
- 03 september 2010 - Athene, Griekenland - Olympic Stadium
- 06 september 2010 - Istanbul, Turkije - Atatürk Olympisch Stadion
- 11 september 2010 - Zurich, Zwitserland - Letzigrund Stadium
- 12 september 2010 - Zurich, Zwitserland- Letzigrund Stadium
- 15 september 2010 - München, Duitsland - Olympic Stadium
- 18 september 2010 - Parijs, Frankrijk - Stade De France
- 22 september 2010 - Brussel, België - Koning Boudewijn Stadium
- 23 september 2010 - Brussel, België - Koning Boudewijn Stadium
- 26 september 2010 - San Sebastian, Spanje - Anoeta Stadium
- 30 september 2010 - Seville, Spanje - Olympico
- 02 oktober 2010 - Coimbra, Portugal - Estadio Cidade Coimbra
- 03 oktober 2010 - Coimbra, Portugal - Estadio Cidade Coimbra
- 08 oktober 2010 - Rome, Italië - Olympic Stadium

### Toerschema Nieuw-Zeeland en Australië, leg 4
- 25 november 2010 - Auckland, Nieuw-Zeeland - MT. Smart Stadium
- 26 november 2010 - Auckland, Nieuw-Zeeland - MT. Smart Stadium
- 01 december 2010 - Melbourne, Australië - Etihad Stadium
- 03 december 2010 - Melbourne, Australië - Etihad Stadium
- 08 december 2010 - Brisbane, Australië - Suncorp Stadium
- 09 december 2010 - Brisbane, Australië - Suncorp Stadium
- 13 december 2010 - Sydney, Australië - ANZ Stadium
- 14 december 2010 - Sydney, Australië - ANZ Stadium
- 18 december 2010 - Perth, Australië - Subiaco Oval
- 19 december 2010 - Perth, Australië - Subiaco Oval

### Toerschema Zuid-Afrika
- 13 februari 2011 - Johannesburg, Zuid-Afrika - FNB stadium
- 18 februari 2011 - Kaapstad, Zuid-Afrika - Cape Town Stadium

### Toerschema Midden-/Zuid-Amerika, leg 5
- 25 maart 2011 - Santiago de Chile, Chili - Estadio nacional
- 30 maart 2011 - La Plata, Argentinië - Estadio Unico De La Plata
- 2 april 2011 - La Plata, Argentinië - Estadio Unico De La Plata
- 2 april 2011 - La Plata, Argentinië - Estadio Unico De La Plata
- 09 april 2011 - São Paulo, Brazilië - Estadio Morumbi
- 10 april 2011 - São Paulo, Brazilië - Estadio Morumbi
- 13 april 2011 - São Paulo, Brazilië - Estadio Morumbi
- 11 mei 2011 - Mexico-Stad, Mexico - Azteca Stadium
- 14 mei 2011 - Mexico-Stad, Mexico - Azteca Stadium
- 15 mei 2011 - Mexico-Stad, Mexico - Azteca Stadium

### Toerschema Noord-Amerika, leg 6
- 21 mei 2011 Denver, Colorado, VS - Ivesco Field
- 24 mei 2011 Salt Lake City, Utah, VS - Rice-Eccles Stadium
- 01 juni 2011 Edmonton, Canada - Commonwealth Stadium
- 04 juni 2011 Seattle, Washington, VS - Qwest Field
- 07 juni 2011 Oakland, VS - Oakland-Alameda county coliseum
- 17 juni 2011 Anaheim, Californië, VS – Angel Stadium
- 18 juni 2011 Anaheim, Californië, VS – Angel Stadium
- 26 juni 2011 East Lansing, VS – Spartan Stadium
- 29 juni 2011 Miami, Florida – Sun Life Stadium
- 05 juli 2011 Chicago, VS – Solder Field
- 08 juli 2011 Montreal, Canada – Montréal Hippodrome
- 09 juli 2011 Montreal, Canada – Montréal Hippodrome
- 11 juli 2011 Toronto, Canada – Rogers Center
- 14 juli 2011 Philadelphia, VS – Lincol Finacial Field
- 17 juli 2011 St. Louis, VS - Busch Stadium
- 20 juli 2011 East Rutherford, VS - New Meadowlands Stadium
- 23 juli 2011 Minneapolis, VS - TCF Bank Stadium
- 26 juli 2011 Pittsburgh, VS - Heinz Field
- 30 juli 2011 Moncton, Canada - Magnetic Hill Music Festival

## Gespeelde nummers
Het muzikale programma van de 360° Tour was redelijk statisch, met hooguit enkele wijzigingen per optreden. Het programma van 2009 zag er meestal als volgt uit:
1. Breathe
2. No Line on the Horizon
3. Get On Your Boots
4. Magnificent
5. Beautiful Day
6. Elevation
7. Mysterious Ways
8. I Still Haven't Found What I'm Looking For
9. Stuck In A Moment You Can't Get Out Of
10. Unknown Caller
11. The Unforgettable Fire
12. City Of Blinding Lights
13. Vertigo
14. I'll Go Crazy If I Don't Go Crazy Tonight
15. Sunday Bloody Sunday
16. Pride (In The Name Of Love)
17. MLK
18. Walk On
19. One
20. Where The Streets Have No Name

Toegift:
1. Ultraviolet (Light My Way)
2. With Or Without You
3. Moment of Surrender

## Opbrengst

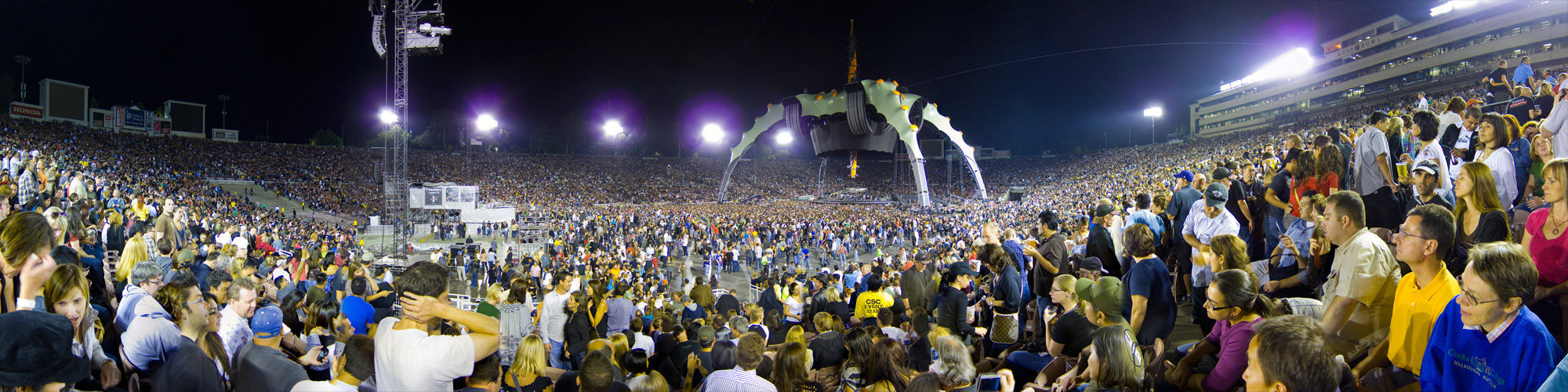
Panorama-foto van U2 in het voetbalstadion Rose Bowl

De 360° Tour staat op nummer 6 op de lijst van concerten met de grootste omzet. In deze berekening zijn enkel de eerste 44 concerten (de eerste twee legs) meegeteld. De omzet van deze 44 uitverkochte concerten kwam uit op 311.637.730 dollar. De in totaal 110 shows (2009-2011) waren goed voor een omzet van 764 miljoen dollar waardoor dit met voorsprong de meest lucratieve tournee aller tijden was. 7,1 miljoen toeschouwers zagen dit spektakel.
Opvallend is dat de tarieven van de kaarten verschilden, het goedkoopste kaartje was bij de meeste concerten €30,- terwijl de prijzen voor de duurste kaarten opliepen tot €180,-. Daarnaast was er bij alle concerten ook een zogenaamde "Red"-zone aanwezig, waarbij men voor € 250,- vlak voor het podium stond. De opbrengsten van deze kaarten kwamen ten goede aan de charitatieve organisatie "RED" waar Bono bij betrokken is.
Bono · The Edge · Adam Clayton · Larry Mullen jr.